# Supercopa d'Europa de futbol 2014
La Supercopa d'Europa de la UEFA de 2014 fou la 37a edició de la Supercopa d'Europa de futbol, una competició a partit únic organitzat anualment per la UEFA i disputat pels campions regnants de les dues principals competicions europees, la Lliga de Campions de la UEFA i la Lliga Europa de la UEFA. El partit enfrontà el Reial Madrid, que havia guanyat la Lliga de Campions 2013-14, i el Sevilla FC, que havia guanyat l'Europa League 2013-14. Es jugà al Cardiff City Stadium de la capital gal·lesa, el 12 d'agost de 2014.
El guanyador fou el Reial Madrid, que s'imposà per 2-0 amb dos gols de Cristiano Ronaldo, i va aconseguir així el títol per segon cop a la història del club.

## Seu
El Cardiff City Stadium fou escollit en una trobada del Comitè Executiu de la UEFA el 30 de juny de 2012. Hi és equip local el Cardiff City Football Club. L'estadi tenia una capacitat de 33.000 espectadors després de les obres d'expansió.

## Equips
| Equip        | Classificació                                        | Participacions prèvies (la negreta indica victòria) |
| ------------ | ---------------------------------------------------- | --------------------------------------------------- |
| Reial Madrid | Guanyador de la Lliga de Campions de la UEFA 2013-14 | 1998, 2000, 2002                                    |
| Sevilla FC   | Guanyador de la Lliga Europa de la UEFA 2013–14      | 2006, 2007                                          |

## Detalls del partit
| Reial Madrid     | 2–0     | Sevilla FC |
| ---------------- | ------- | ---------- |
| Ronaldo 30', 49' | Detalls |            |

| Reial Madrid | Sevilla |

| GK              | 1  | Iker Casillas (c)  |     |     |
| RB              | 15 | Dani Carvajal      | 45' |     |
| CB              | 3  | Pepe               |     |     |
| CB              | 4  | Sergio Ramos       |     |     |
| LB              | 5  | Fábio Coentrão     |     | 84' |
| CM              | 8  | Toni Kroos         | 53' |     |
| CM              | 19 | Luka Modrić        |     | 86' |
| AM              | 10 | James Rodríguez    |     | 72' |
| RF              | 11 | Gareth Bale        |     |     |
| CF              | 9  | Karim Benzema      |     |     |
| LF              | 7  | Cristiano Ronaldo  |     |     |
| Suplents:       |    |                    |     |     |
| GK              | 13 | Keylor Navas       |     |     |
| DF              | 2  | Raphaël Varane     |     |     |
| DF              | 12 | Marcelo            |     | 84' |
| DF              | 17 | Álvaro Arbeloa     |     |     |
| MF              | 22 | Ángel Di María     |     |     |
| MF              | 23 | Isco               |     | 72' |
| MF              | 24 | Asier Illarramendi |     | 86' |
| Entrenador:     |    |                    |     |     |
| Carlo Ancelotti |    |                    |     |     |

| GK          | 13 | Beto                |     |     |
| RB          | 23 | Coke                |     | 84' |
| CB          | 21 | Nicolás Pareja      |     |     |
| CB          | 2  | Federico Fazio (c)  |     |     |
| LB          | 3  | Fernando Navarro    | 66' |     |
| DM          | 4  | Grzegorz Krychowiak |     |     |
| DM          | 6  | Daniel Carriço      |     |     |
| RW          | 22 | Aleix Vidal         |     | 66' |
| AM          | 17 | Denis Suárez        |     | 78' |
| LW          | 20 | Vitolo              | 42' |     |
| CF          | 9  | Carlos Bacca        |     |     |
| Suplents:   |    |                     |     |     |
| GK          | 25 | Mariano Barbosa     |     |     |
| DF          | 5  | Diogo Figueiras     |     | 84' |
| MF          | 10 | José Antonio Reyes  |     | 78' |
| MF          | 11 | Jairo               |     |     |
| MF          | 12 | Vicente Iborra      |     |     |
| MF          | 26 | Luismi              |     |     |
| FW          | 14 | Iago Aspas          |     | 66' |
| Entrenador: |    |                     |     |     |
| Unai Emery  |    |                     |     |     |

| Millor jugador del partit: Cristiano Ronaldo (Real Madrid) Àrbitres assistents: Simon Beck (Anglaterra) Stuart Burt (Anglaterra) Quart àrbitre: Darren England (Anglaterra) Àrbitres assistents addicionals: Michael Oliver (Anglaterra) Anthony Taylor (Anglaterra) | Regles del partit - 90 minuts. - 30 minuts de temps afegit si calgués. - Tanda de penals en cas que persistís l'empat. - Set suplents permesos, dels quals tres poden efectivament jugar. |

| Supercopa d'Europa 2014  |
| ------------------------ |
|                          |
| Reial Madrid Segon títol |